# Нолчово
Нолчово (слч. Nolčovo) насељено је мјесто са административним статусом сеоске општине (слч. obec) у округу Мартин, у Жилинском крају, Словачка Република.

## Становништво
| Година:    | 1994. | 2004.    | 2014.   | 2024.   |
| ---------- | ----- | -------- | ------- | ------- |
| Број људи: | 315   | 254      | 245     | 254     |
| Разлика:   |       | -19,36 % | -3,54 % | +3,67 % |

| Година:    | 2023. | 2024.   |
| ---------- | ----- | ------- |
| Број људи: | 255   | 254     |
| Разлика:   |       | -0,39 % |

Према подацима о броју становника из 2011. године насеље је имало 243 становника.